# Лознички град
Лознички град је било војничко утврђење у Лозници из доба Вожда Карађорђа, од којег су до данас очувани остаци бедема и ровова неправилне основе, који су на југоисточној страни у потпуности уништени. Лознички шанац подигнут је по заповести господар Јакова Ненадовића марта 1807. године.

## Опис шанца и историјат
Остаци бедема се налазе на територији града, на брежуљку изнад реке Штире. Данас се у његовом средишту налази црква Покрова Пресвете Богородице, а са њене јужне стране је био гроб војводе Антонија Богићевића, чије су кости пренесене у темеље цркве и Основна школа која носи његово име. Његов први командант постао је војвода Антоније Богићевић. Он је на тој дужности остао до смрти, односно до средине фебруара 1813. године. Заменио га је син Бојо, коме је због младости као саветник придодат прекаљени војвода Петар Николајевић Молер. Око овог упоришта одиграли су се многи и тешки бојеви. Од њих се мора поменути велика битка вођена између устаника предвођених Карађорђем и турске војске крајем септембра 1810. године. Такође велике борбе вођене су 1813. године, када је војвода Молер из опседнуте Лознице својом крвљу написао писмо тражећи помоћ, али узалуд.

## Галерија
- Остатак грудобрана лозничког шанца
- Црква Покрова Пресвете Богородице
- Спомен-чесма у порти цркве
- Гроб Анте Богићевића
- ОШ „Анта Богићевић”